# Frédéric Bélanger
 (décembre 2024).
L'article doit être relu — et modifié si nécessaire — par des contributeurs indépendants pour apporter un regard critique aux contributions effectuées en violation des conditions d'utilisation de Wikipédia, tant sur la forme (notamment concernant le style encyclopédique, la proportionnalité) que sur le fond (la neutralité de point de vue, la qualité et l'indépendance des sources).
Frédéric Bélanger est un acteur, auteur et metteur en scène québécois.

## Biographie
À l'âge de 16 ans, Frédéric Bélanger falsifie sa demande d'admission à l'École nationale de théâtre du Canada en prétendant être âgé de 18 ans. Il y obtient son diplôme en interprétation en 2001 et cofonde en 2005 le Théâtre Advienne que Pourra, où il assure la codirection artistique et générale.
Il met en scène de nombreuses œuvres pour cette compagnie et collabore avec diverses institutions, dont le Théâtre Denise-Pelletier, le Théâtre du Nouveau Monde (TNM), le Centaur Theatre, l'Orchestre Métropolitain et le Cirque Éloize. Auteur prolifique, il signe l'écriture et l'adaptation de plusieurs pièces de théâtre et spectacles multidisciplinaires depuis 2005,
Parmi ses réalisations notables, on compte La Nuit des rois de Shakespeare, présentée au TNM en 2022, et Jules & Joséphine, une pièce inspirée de l'univers de Jules Verne, créée à la salle Fred-Barry.
Tout au long de sa carrière, Frédéric Bélanger reçoit plusieurs distinctions, dont le prix Coup de cœur de l'Association québécoise des critiques de théâtre en 2021 pour Prélude à la nuit des rois et le prix Arts de la scène aux Grands prix Desjardins de la culture en 2019.
En 2024, il a adapté et mis en scène Le Boulevard au Théâtre du Rideau Vert, une pièce abordant des thèmes contemporains tels que l'acceptation de la différence et la résilience.